# Ciornohlazivka, raionul Poltava, regiunea Poltava
Ciornohlazivka (în ucraineană Чорноглазівка) este localitatea de reședință a comunei Ciornohlazivka din raionul Poltava, regiunea Poltava, Ucraina.

## Demografie
Componența lingvistică a localității Ciornohlazivka
     Ucraineană (91,35%)
     Rusă (7,52%)
     Alte limbi (0,76%)
Conform recensământului din 2001, majoritatea populației localității Ciornohlazivka era vorbitoare de ucraineană (91,35%), existând în minoritate și vorbitori de rusă (7,52%).